# Grande fome de Tenpō
A Grande Fome de Tenpō (天保の大飢饉, Tenpo no daikikin), também conhecida por Fome de Tenpō (天保の飢饉, Tenpo no kikin) foi uma fome que atingiu o Japão durante a era Tenpō. Estima-se que surgiu em 1833 prolongando-se até 1837.
Este desastre foi causado por inundações que atingiram a região norte de Honshū, somado ao drástico clima de inverno.